# سراغة
السراغة أو الخُفِّيَّة أو الحَلاوى (باللاتينية: Crepis) جنس نباتي ينتمي إلى الفصيلة النجمية. يضم هذا الجنس 267 نوعا مقبولا و186 نوعا آخر لم يحسم أمرها بعد. موطن كثير منها الوطن العربي.

## من أنواعهاالواطنةفي الوطن العربي
1. سراغة ألبية (باللاتينية: Crepis alpina) في بلاد الشام وتركيا والقوقاز
2. سراغة ايريثية (باللاتينية: Crepis erythia) في المغرب العربي وإسبانيا
3. سراغة بالي (باللاتينية: Crepis balliana) في المغرب العربي
4. سراغة جاسئة (باللاتينية: Crepis aspera) في بلاد الشام ومصر وقبرص وتركيا
5. سراغة حوذانية (باللاتينية: Crepis pterothecoides) في بلاد الشام
6. سراغة روبرتية (باللاتينية: Crepis robertioides) في بلاد الشام
7. سراغة رملية (باللاتينية: Crepis robertioides) في المغرب العربي
8. سراغة روتر (باللاتينية: Crepis reuteriana) في بلاد الشام وقبرص وتركيا واليونان
9. سراغة زاكنتوس (باللاتينية: Crepis zacintha) في بلاد الشام وشمال حوض المتوسط
10. سراغة سالزمان (باللاتينية: Crepis salzmannii) في المغرب العربي
11. سراغة سمراء (باللاتينية: Crepis nigricans) في المغرب العربي
12. سراغة سورية (باللاتينية: Crepis syriaca) في بلاد الشام وتركيا
13. سراغة شائكة (باللاتينية: Crepis aculeata) في بلاد الشام وسيناء
14. سراغة شرونية (باللاتينية: Crepis senecioides) في بلاد الشام
15. سراغة صغيرة الأسدية (باللاتينية: Crepis micrantha) في بلاد الشام
16. سراغة طنجية (باللاتينية: Crepis tingitana) في المغرب العربي
17. سراغة ظريفة (باللاتينية: Crepis pulchra) في بلاد الشام
18. سراغة فلسطينية (باللاتينية: Crepis palaestina) في بلاد الشام
19. سراغة كوتشي (باللاتينية: Crepis kotschyana) في بلاد الشام
20. سراغة كيسية الأوراق (باللاتينية: Crepis bursifolia) في المغرب العربي
21. سراغة لبنانية (باللاتينية: Crepis libanotica) في بلاد الشام
22. سراغة ليبية (باللاتينية: Crepis libyca) في المغرب العربي ومصر
23. سراغة مبيضة (باللاتينية: Crepis albida) في المغرب العربي
24. سراغة متعانقة الأوراق (باللاتينية: Crepis amplexifolia) في المغرب العربي
25. سراغة متغيرة (باللاتينية: Crepis commutata) في بلاد الشام وقبرص وتركيا واليونان وبلغاريا
26. سراغة مقدسة نويع البيضاوية (باللاتينية: Crepis sancta subsp. obovata) في بلاد الشام
27. سراغة مقدسة نويع النيمية (باللاتينية: Crepis sancta subsp. nemausensis) في بلاد الشام
28. سراغة مقدسية (باللاتينية: Crepis hierosolymitana) في بلاد الشام
29. سراغة مميزة (باللاتينية: Crepis insignis) في بلاد الشام
30. سراغة منتفخة (باللاتينية: Crepis tingitana) في المغرب العربي
31. سراغة نتنة (باللاتينية: Crepis foetida) في المغرب العربي
32. سراغة نتنة نويع حمراء الأوراق (باللاتينية: Crepis foetida subsp. rhoeadifolia) في بلاد الشام
33. سراغة نتنة نويع الغدية (باللاتينية: Crepis foetida subsp. glandulosa) في بلاد الشام
34. سراغة هوكر (باللاتينية: Crepis hookeriana) في المغرب العربي
35. سراغة ليتارديير (باللاتينية: Crepis litardierei.) في المغرب العربي

## مرادفات للاسم العلمي
- (باللاتينية: Hieracioides Vaill.)
- (باللاتينية: Barkhausia Moench)
- (باللاتينية: Crepinia Rchb.)
- (باللاتينية: Cymboseris Boiss.)
- (باللاتينية: Derouetia Boiss. & Balansa)
- (باللاتينية: Lagoseris M. Bieb.)
- (باللاتينية: Melitella Sommier)
- (باللاتينية: Nemauchenes Cass.)
- (باللاتينية: Omalocline Cass.)
- (باللاتينية: Paleya Cass.)
- (باللاتينية: Phalacroderis DC.)
- (باللاتينية: Psammoseris Boiss. & Reut.)
- (باللاتينية: Pterotheca Cass.)
- (باللاتينية: Rodigia Spreng.)
- (باللاتينية: Soyeria Monnier)
- (باللاتينية: Zacintha Mill.)